# Theobald Baumann
Theobald „Theo“ Baumann, Spitzname „Pat“ (* 11. Juli 1923 in Erlenbach; † 16. Februar 1944 bei  Aprilia), war ein deutscher Fußballtorwart.

## Leben
Theo Baumann war bereits als Jugendlicher beim 1. FC Kaiserslautern aktiv. Dort und in der HJ (Bann 323), deren Fußballmannschaft hauptsächlich aus Spielern des FCK bestand, spielte er bereits mit den späteren Weltmeistern Werner Kohlmeyer und Ottmar Walter zusammen. Später rückte er in die erste Mannschaft und hatte bereits mit 18 Jahren großen Anteil am Gewinn der Meisterschaft in der Gauliga Westmark 1941/42. Der FCK erreichte damit zum ersten Mal in der Vereinsgeschichte die Endrunde um die Deutsche Meisterschaft, in der man sich im Achtelfinale gegen den FC Schalke 04 geschlagen geben musste (3:9). Zuvor hatte man den SV Waldhof Mannheim mit 7:1 besiegt. In beiden Partien stand Baumann in der Aufstellung.
Ab 1942 stand er dem FCK nicht mehr zur Verfügung, da er zur Wehrmacht eingezogen wurde. Er war als Oberschütze in der Nähe von Berlin stationiert. Vom damaligen Reichstrainer Sepp Herberger wurde er im August 1943 zu einem Nachwuchslehrgang in Breslau eingeladen. Herberger hatte ein Fußballspieler-Kommando des Wachbataillons Großdeutschland geplant, in dem Baumann (und u. a. Fritz Walter) vorgesehen war. Auch war „Pat“ Baumann als Gastspieler bei Hertha BSC für 14 Spiele aktiv. In dieser Zeit war er zweimal Torwart einer Berlin-Auswahl (1:3-Niederlage gegen Hamburg am 7. November 1943 und 4:3-Sieg gegen das Generalgouvernement am 2. Januar 1944).
Baumann fiel am 16. Februar 1944 bei Aprilia in der Schlacht um Nettuno während der Operation Shingle. Vor seiner Zeit als Soldat hatte er als Bierbrauer gearbeitet.